# NetSurf
NetSurf — легковесный минималистический браузер с открытым программным кодом, который использует собственный браузерный движок. Поддерживает HTML 4 и CSS 2.1. Лицензирован GPL v2.
Официально поддерживается для RISC OS, Unix-подобных ОС, Haiku, BeOS, AmigaOS, Windows и Atari TOS.

## История
Разработка NetSurf началась в апреле 2002 года, как ответ на обсуждение доступных для RISC OS браузеров, в 2004 году был выпущен порт браузера для библиотеки GTK. Версия 1.0 была выпущена в мае 2007 года, спустя 5 лет после начала разработки, хоть и браузер широко использовался на RISC OS ещё до 1.0. Браузер начиная с августа 2008 года использует Hubbub, парсер HTML, который поддерживает спецификацию HTML5. В версии 2.0 была добавлена функция экспорта страниц как PDF и поддержка векторной графики. 2.0 также является первой стабильной версией браузера, которая использует Hubbub.
В 2007 году один из разработчиков, Джон-Марк Белл, предположил, что браузер начнёт с версии 2.0 поддерживать JavaScript, однако ни в 2.0, выпущенной в 2009 году, ни в 3.0, выпущенной в 2013 году, полная поддержка JavaScript добавлена не была, точно так же как её нет и до сих пор — работают лишь примитивные функции, а сам JavaScript можно включить только через файл Choices, где хранятся настройки браузера.
Браузер участвовал в Google Summer of Code 2008 года с четырьмя задачами, среди которых — улучшить фронтенд фреймворка GTK, добавить поддержку для формата PDF, выделить основные функции программы для отдельных библиотек, и разработать Hubbub.
Также браузер участвовал в Google Summer of Code 2009 года, по итогам которого в интерфейс была добавлена поисковая строка, была улучшена панель инструментов и добавлена поддержка favicon. Был добавлен виджет полосы прокрутки, ввода текста, кнопки «выделить», иерархический список для закладок, функции истории и куки. Была начата работа над LibDOM, библиотекой Document Object Model, которая позже будет использоваться в браузере начиная с версии 3.0.

### Награды
NetSurf 4 раза получал первое место в рейтинге «Лучшее некоммерческое ПО» Drobe Launchpad, в настоящее время закрытого веб-сайта о RISC OS  — в 2004, 2006, 2007 и 2008 году.

## Порты

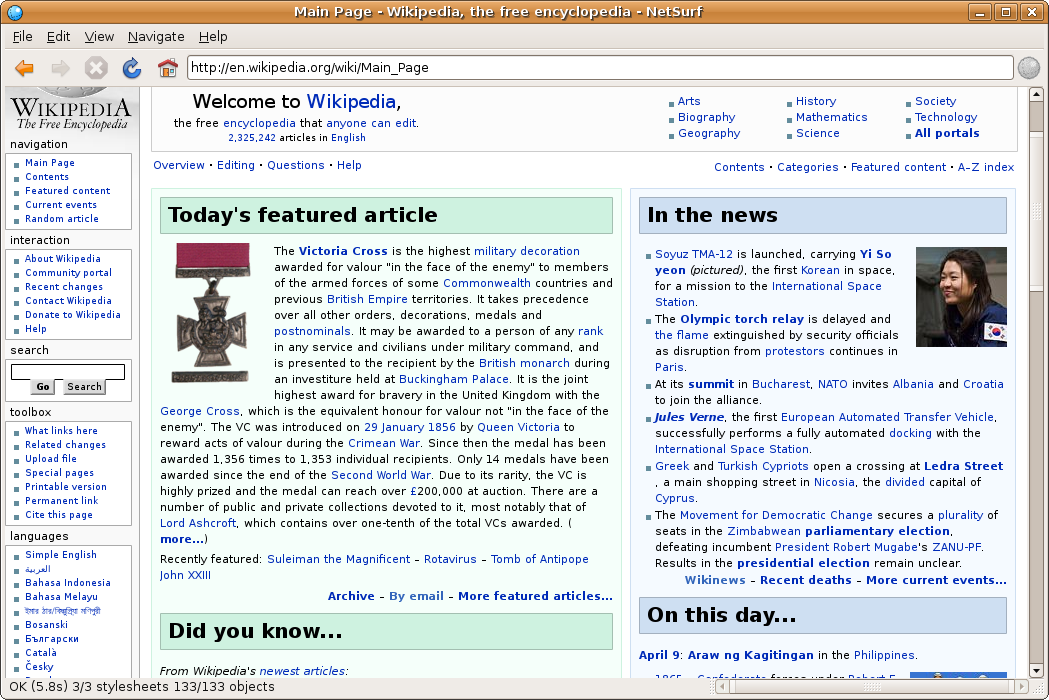
NetSurf, Ubuntu.

Было разработано несколько портов браузера — официальные для BeOS, Haiku и AmigaOS в 2008 году, неофициальный для MorphOS в 2009 году, официальный для работы на кадровом буфере в 2008 году и неофициальный для Plan 9 в 2021 году. Также в 2011 году был создан порт для MacOS X.